# الفيضه
الفيضه قرية سعودية، تتبع مركز الجعرانة التابعة لإمارة منطقة مكة المكرمة. تقع في شمال مكة المكرمة، وتبعد عنها قرابة 25 كم.

## القرية
تبعد القرية عن المركز حوالي 60 كيلو متر بإتجاه الجنوب الشرقي، نوع الطريق أسفلت بحوالي 45 كم وطريق وعر بحوالي 15 كم. أقرب مدينة أو قرية بها مركز صحي هو مركز أبو حجارة الذي يبعد عن القرية 4 كم. خدمات التعليم: مدرسة الفيضه الابتدائية ذكور، مدرسة الفيضه تعليم كبار، مدرسة الفيضه الابتدائية إناث. بالإضافة لوجود خدمة بريد في القرية.